# Xã Newark, Michigan
Xã Newark (tiếng Anh: Newark Township) là một xã thuộc quận Gratiot, tiểu bang Michigan, Hoa Kỳ. Năm 2010, dân số của xã này là 1.093 người.